# تايرون سميث
تايرون سميث (بالإنجليزية: Tyrone Smith)‏ هو لاعب دوري الرغبي أسترالي، ولد في 12 مايو 1983 في Manly, New South Wales ‏ في أستراليا.

## وصلات خارجية
- تايرون سميث عل موقع إسبنسكروم (الإنجليزية)
- تايرون سميث على موقع ItsRugby.co.uk (الإنجليزية)